# Le Voleur de Maigret
Le Voleur de Maigret est un roman policier de Georges Simenon publié en avril 1967 aux Presses de la Cité. Il fait partie de la série des Maigret. L'écriture de ce roman s'est déroulée du 5 au 11 novembre 1966. Il est daté d'Épalinges (canton de Vaud), Suisse.
L'œuvre connaît la publication d'une édition pré-originale dans le quotidien Télé 7 Jours entre le 28 janvier et le 6 mai 1967 (15 épisodes).

## Résumé
Un matin, sur la plate-forme d'un autobus, on vole le portefeuille de Maigret. Le matin suivant, son portefeuille lui est restitué complet, y compris sa médaille de la police, par la poste et il reçoit un coup de fil du voleur lui demandant un rendez-vous. Maigret s'y rend et apprend de son voleur, François Ricain, que sa femme, Sophie, a été assassinée à leur domicile. Ricain craint qu'on l'inculpe et demande à Maigret de croire à son innocence. Très nerveux, Ricain est un homme étrange, un peu prétentieux, mais Maigret lui fait confiance, le laisse libre et commence son enquête en interrogeant les connaissances du couple : Carus, qui était l'amant de Sophie Ricain ; Maki, le sculpteur pour qui Sophie a posé nue et qui a couché avec elle ; Dramin ; Huguet ; enfin, Nora, maîtresse de Carus, qui détestait Sophie. Puis, grâce aux témoignages de Huguet, Maigre apprend que quelques minutes avant le meurtre, le couple s'est disputé ; sans doute Sophie a-t-elle dit à Ricain qu'elle avait un amant, qu'il était un raté ; Ricain, blessé dans son idéalisme, n'a pu le supporter et a tiré sur sa femme. Puis il a pensé à ce plan audacieux : voler Maigret et tout lui rendre pour que celui-ci croie à son innocence. Dernier geste théâtral de Ricain : quand Maigret se rend chez lui pour l'arrêter, il s'est coupé les veines, mais pas assez pour éviter les Assises, où il va sans doute jouer le rôle de l'être exceptionnel qui a failli réussir un meurtre parfait en dupant un policier.

## Aspects particuliers du roman[1]
Le milieu cinématographique dont s’occupe Maigret est corrompu et dominé par l’arrivisme. Le héros se perd en voulant être « trop intelligent », car l’intelligence est vaine qui « ne s’appuie pas sur une certaine force de caractère ». 

Mme Maigret apprend à conduire : « le professeur est très patient ». L'incapacité de Maigret à conduire est évoquée : « Trop de choses se passaient dans sa tête, il ne verrait pas les feux rouges ou bien il prendrait le frein pour l'accélérateur ».

## Fiche signalétique de l'ouvrage

### Cadre spatio-temporel

#### Espace
Paris (principalement quartier de Grenelle).

#### Temps
Époque contemporaine ; l’enquête se déroule du 15 au 18 mars.

### Les personnages

#### Personnage principal
François Ricain dit Francis, journaliste, critique cinématographique, à l’occasion assistant metteur en scène et dialoguiste. Marié, pas d’enfants. 25 ans.

#### Autres personnages
- Sophie Ricain, née Le Gal, épouse de François, 22 ans, la victime
- Walter Carus, producteur de films, la quarantaine
- Nora, sa maîtresse
- Lecœur, dit Maki, sculpteur
- Gérard Dramin, scénariste
- Jacques Huguet, photographe, 30 ans.

## Adaptations
- Keishi to saifu o sutta otoko, téléfilm japonais réalisé par Fujita Meiji, avec Kinya Aikawa (Commissaire Maigret), diffusé en 1978
- Le Voleur de Maigret, téléfilm français de Jean-Paul Sassy avec Jean Richard, diffusé en 1982.